# NGC 925
NGC 925 è una galassia a spirale barrata situata nella costellazione del Triangolo, distante circa 9,3 Mpc. La misura della distanza, molto accurata, è stata possibile grazie alla scoperta di numerose variabili Cefeidi da parte del telescopio spaziale Hubble.
Studi concernenti la struttura e la formazione stellare in questa galassia mostrano varie asimmetrie: dai rilievi è emerso che il braccio settentrionale è più sviluppato di quello meridionale, che è più frammentario, facendo pensare a un'interazione con un'altra galassia in passato, e avvicinando NGC 925 più alle galassie irregolari che a quelle barrate.
NGC 925 fa parte del gruppo di NGC 1023 ed è stata scoperta da William Herschel nel 1784.